# 张炳鑫
张炳鑫（1924年—？），男，北京人，中国中药传统制剂专家，曾任同仁堂药厂制药车间主任，药典委员会委员，中国药学会理事。